# Павлович, Катарина
Катарина Павлович (хорв. Katarina Pavlović; род. 30 января 1995, Любушки, Босния и Герцеговина) — хорватская гандболистка, правый защитник клуба «ЖГК Минаур Бая Маре» (с 2023 года) и сборной Хорватии. Серебряный призёр Средиземноморских игр 2022 года. Обладатель Кубка Европейских чемпионов ЕГФ (2022).

## Биография

### В клубе
Павлович играла за боснийский клуб «Любушки» с 2009 года. Четыре года спустя присоединилась к хорватскому клубу первого дивизиона «Зелина». Вместе с «Зелиной» участвовала в розыгрыше Кубка вызова ЕГФ.
Летом 2015 года защитница присоединилась к команде немецкой Бундеслиги «Блумберг-Липпе». За свой первый сезон в немецкой лиги она забила 75 голов. В ноябре 2016 года Павлович подписала соглашение с немецкой командой третьего дивизиона «MTV 1860 Альтландсберг». Летом 2017 года Катарина перешла в немецкий клуб второго дивизиона «Захен-Цвикау». В 2021 году Павлович присоединилась к испанской команде первого дивизиона «Рокаса Гран-Канария». С этим клубом она выиграла Кубок Европейских чемпионов ЕГФ в 2022 году.
В 2023 году подписала контракт с румынским клубом первого дивизиона «Тэргу Жу». С сезона 2023-24 годов выступает за другой румынский клуб «Минаур Бая Маре».

### Карьера в сборной
Павлович выиграла серебряную медаль в составе сборной Хорватии на Средиземноморских играх 2022 года. Несколько месяцев спустя Павлович в составе сборной приняла участие в чемпионате Европы, где забила 14 мячей. Год спустя она заняла 14-е место вместе с Хорватией на чемпионате мира.